# Plavnica
Plavnica is een Slowaakse gemeente in de regio Prešov, en maakt deel uit van het district Stará Ľubovňa.
Plavnica telt 1.624 inwoners.